# Flaccilla (figlia di Arcadio)
Flaccilla (17 giugno 397 – 403 circa) è stata la prima figlia dell'imperatore romano Arcadio e di sua moglie Elia Eudossia.
Ricevette il nome della nonna paterna, l'augusta Elia Flaccilla, ma oltre alla sua nascita non sono attestati altri eventi sul suo conto. Morì prima del 408, probabilmente nel 403, in quanto non è elencata tra i figli che sopravvissero ad Arcadio.